# Piotr Pac
Piotr Pac herbu Gozdawa (ur. po 1570 roku, zm. 19 lipca 1642 roku) – podskarbi nadworny litewski, wojewoda trocki.
Był synem Pawła Paca i Reginy Wołłowicz. Wykształcenie zdobywał w Akademii Wileńskiej oraz we Włoszech. W 1592 r. został starostą mścisławskim. W 1607 był komisarzem królewskim do wytyczenia granicy między powiatem brasławskim a Kurlandią. Brał udział w wojnie ze Szwecją o Inflanty, w tym także w bitwie pod Kircholmem. W 1613 został mianowany chorążym nadwornym litewskim, w 1635 podskarbim nadwornym litewskim a w 1640 wojewodą trockim. 
Jako poseł na sejm koronacyjny 1633 roku wszedł w skład komisji do wojny z Moskwą i organizacji wojska.
Poseł na sejm nadzwyczajny 1635 roku, sejm 1640 roku.
Dwukrotnie żonaty. Pierwszą żoną była Jadwiga Zawiszanka, z którą miał syna Jana, kanonika wileńskiego i córkę Zofię, benedyktynkę w Wilnie. Drugą żoną była Halszka Szemetówna, córka Wacława Melchiora Szemeta. Miał z nią 8 synów i córkę: Krzysztofa, Wacława, Jerzego bernardyna, Feliksa Jana podkomorzego wielkiego litewskiego, Hieronima Dominika, Bonifacego Teofila oboźnego wielkiego litewskiego, Michała Kazimierza hetmana wielkiego litewskiego, Kazimierza biskupa żmudzkiego i Annę. 